# Cycnoches
Cycnoches är ett släkte av orkidéer. Cycnoches ingår i familjen orkidéer.

## Bildgalleri

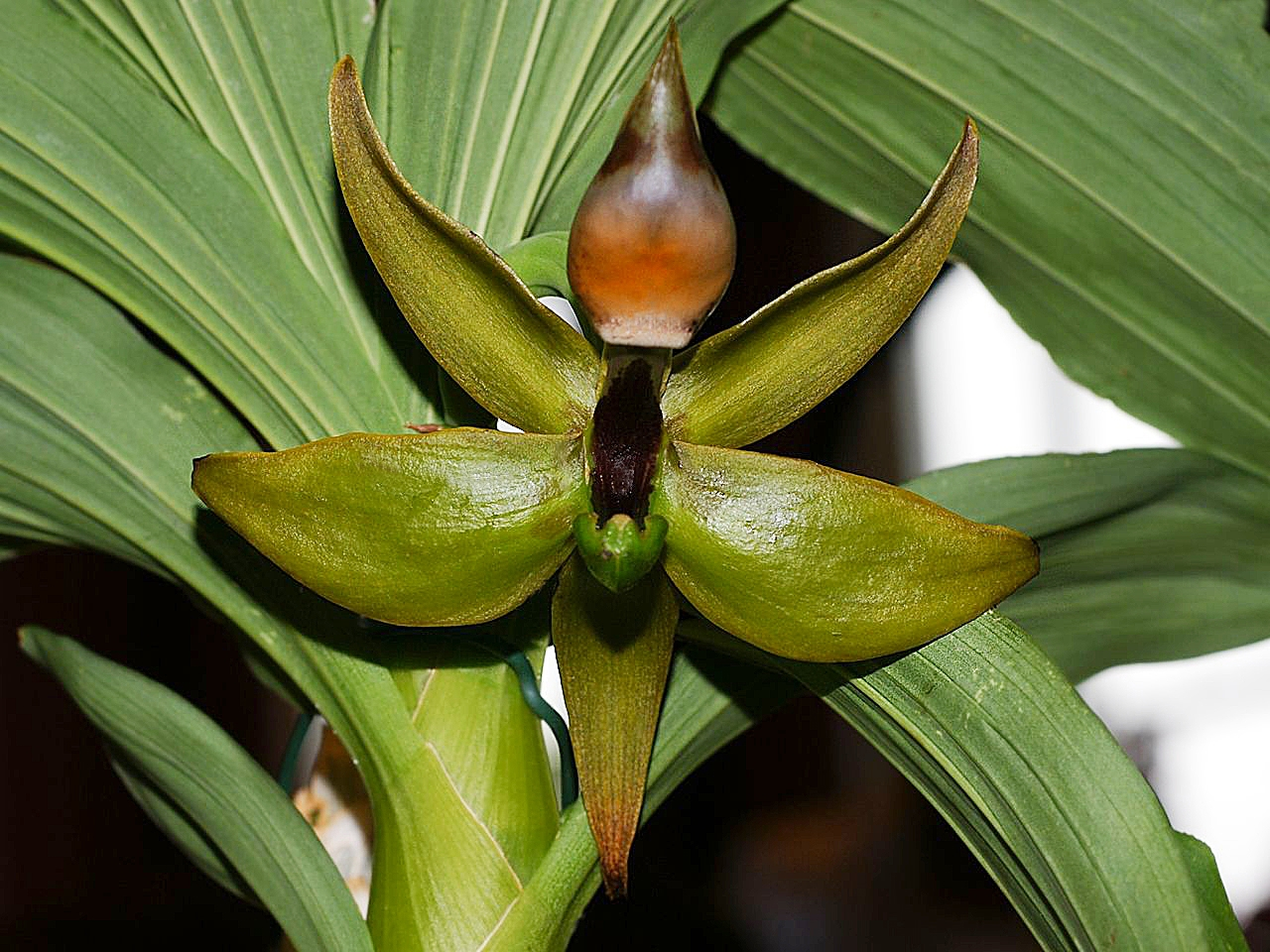
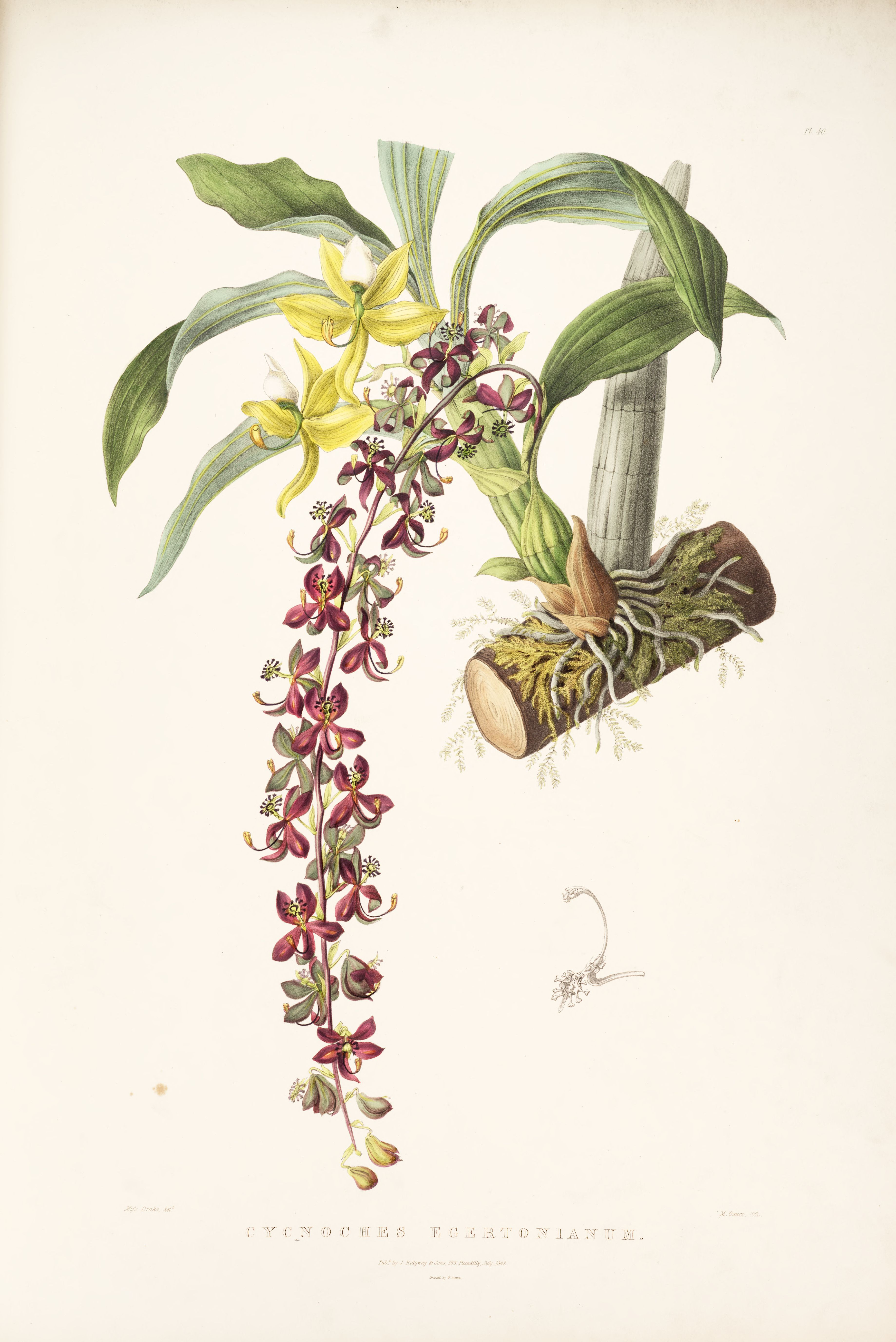
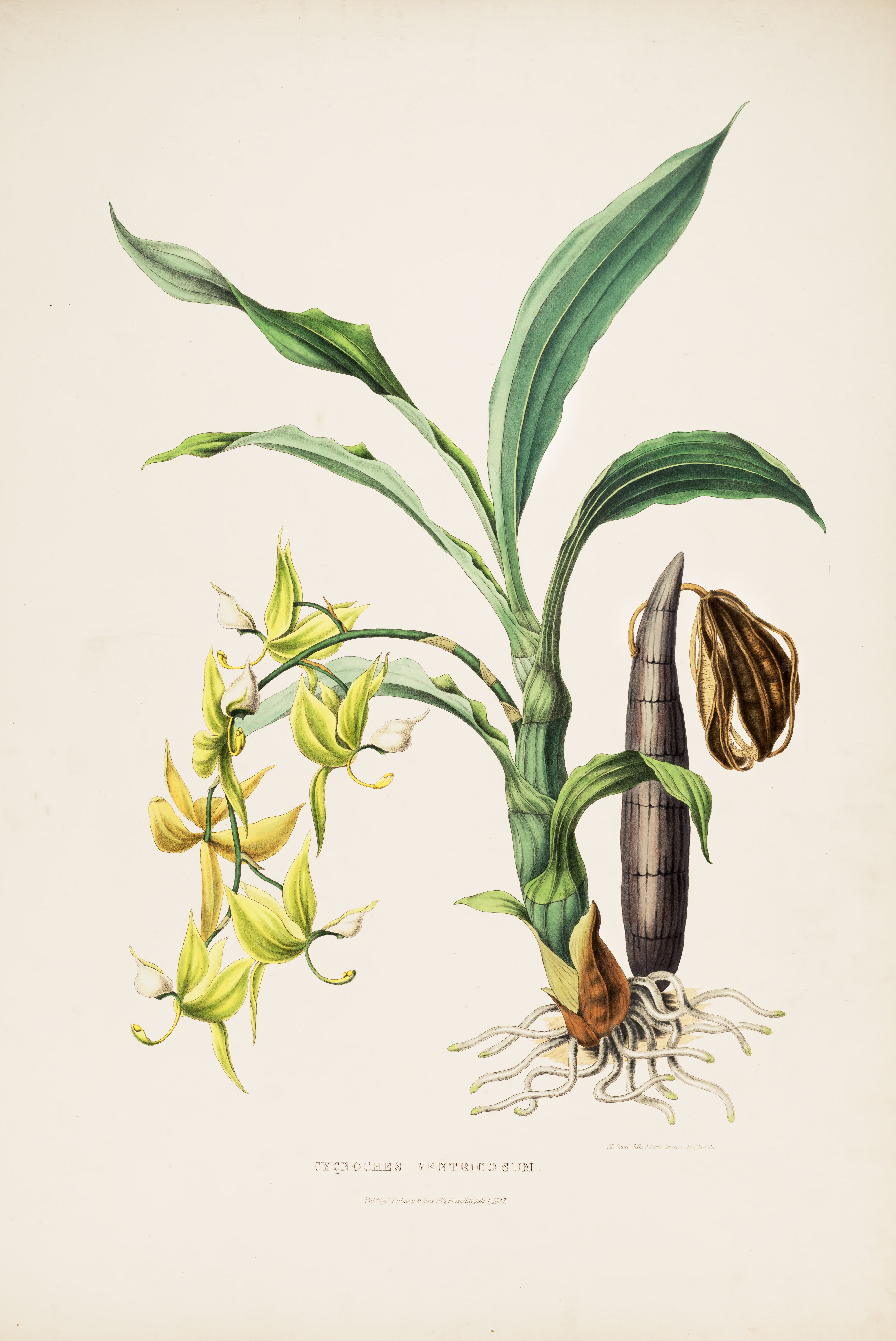
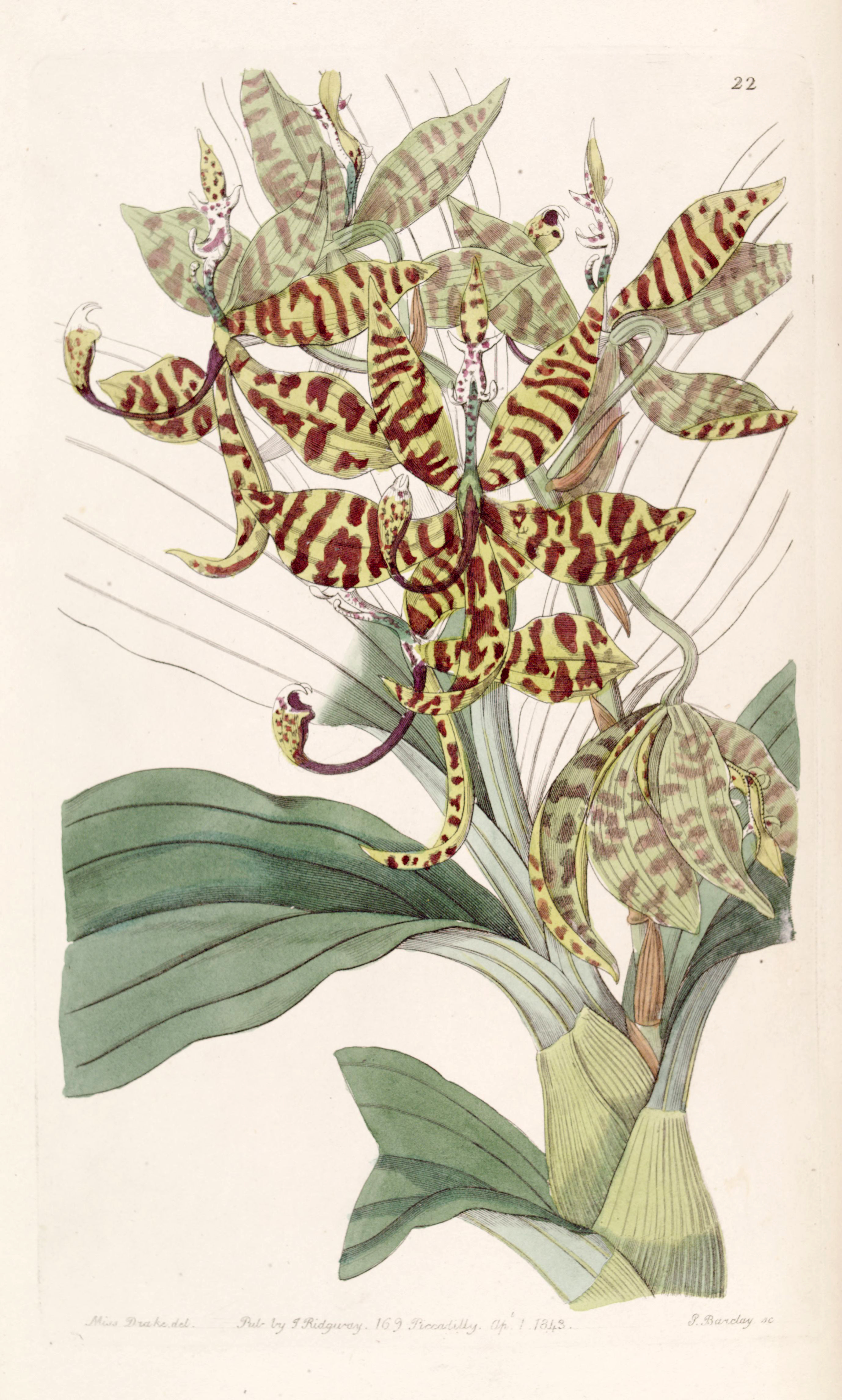

## Dottertaxa tillCycnoches, i alfabetisk ordning[1]
- Cycnoches aureum
- Cycnoches barthiorum
- Cycnoches bennettii
- Cycnoches brachydactylon
- Cycnoches carrii
- Cycnoches chlorochilon
- Cycnoches christensonii
- Cycnoches cooperi
- Cycnoches densiflorum
- Cycnoches dianae
- Cycnoches egertonianum
- Cycnoches farnsworthianum
- Cycnoches glanduliferum
- Cycnoches guttulatum
- Cycnoches haagii
- Cycnoches herrenhusanum
- Cycnoches jarae
- Cycnoches lehmannii
- Cycnoches loddigesii
- Cycnoches lusiae
- Cycnoches maculatum
- Cycnoches manoelae
- Cycnoches pachydactylon
- Cycnoches pentadactylon
- Cycnoches peruvianum
- Cycnoches powellii
- Cycnoches quatuorcristis
- Cycnoches rossianum
- Cycnoches schmidtianum
- Cycnoches stenodactylon
- Cycnoches suarezii
- Cycnoches thurstoniorum
- Cycnoches warszewiczii
- Cycnoches ventricosum